# Aleksandar Marčićev
Aleksandar Marčićev (Beograd, 11. novembar 1966) srpski je pisac. Diplomirao je na katedri za Opštu književnost i teoriju književnosti Filološkog fakulteta u Beogradu. U srpskoj književnosti zauzima status na granici opskurnog i kultnog.
Živi i radi u Beogradu. Otac dvoje dece.

## Romani
- Gresi svetog Maksa (2007, uži izbor za NIN-ovu nagradu) [2]
- Svi životi Zaharija Neuzinskog (2008, uži izbor za NIN-ovu nagradu) [3]
- Viktor Ajsberg – srećan, uprkos svemu (2009)
- Je l' se sećaš kad je Tito umro? (2017)

## Nagrade
- nagrada „Danilo Kiš“ (1997)
- „Brankova nagrada Matice Srpske“ (1997)
- stipendija Fonda „Borislav Pekić“ (2002) [4]
- subvencija Fondacije „Ténot“ (2006)
- nagrada „Mali Nemo“ (2007)